# 関口春次郎
関口 春次郎（せきぐち はるじろう、1900年4月13日 - 1978年1月22日）は、日本の金属工学者。名古屋大学名誉教授。日本学士院賞受賞。溶接工学の開拓者で溶接学会会長も務めた。

## 人物・経歴
栃木県出身。1921年東北帝国大学工学部専門部機械科を卒業。米沢工業学校（現山形県立米沢工業高等学校）で教諭として働く。1930年には東北帝国大学工学部金属工学科を卒業。釜石鉱山に入社すると釜石鉱業所の工務調査課に配属され、藤田俊三のもとで働いた。その後もう一度勉強がしたいと思い立ち釜石鉱山を退職。1938年東北帝国大学金属材料研究所助教授。1940年工学博士。1941年名古屋帝国大学工学部教授。1952年溶接学会会長。1963年日本学士院賞受賞。1964年退官、名古屋大学名誉教授。1973年本多記念賞受賞。